# Odell (Illinois)
Pour les articles homonymes, voir Odell.
Le village d'Odell est un village situé dans le comté de Livingston dans l'Illinois. Lors du recensement de 2000, sa population s'élevait à 1 014 habitants.

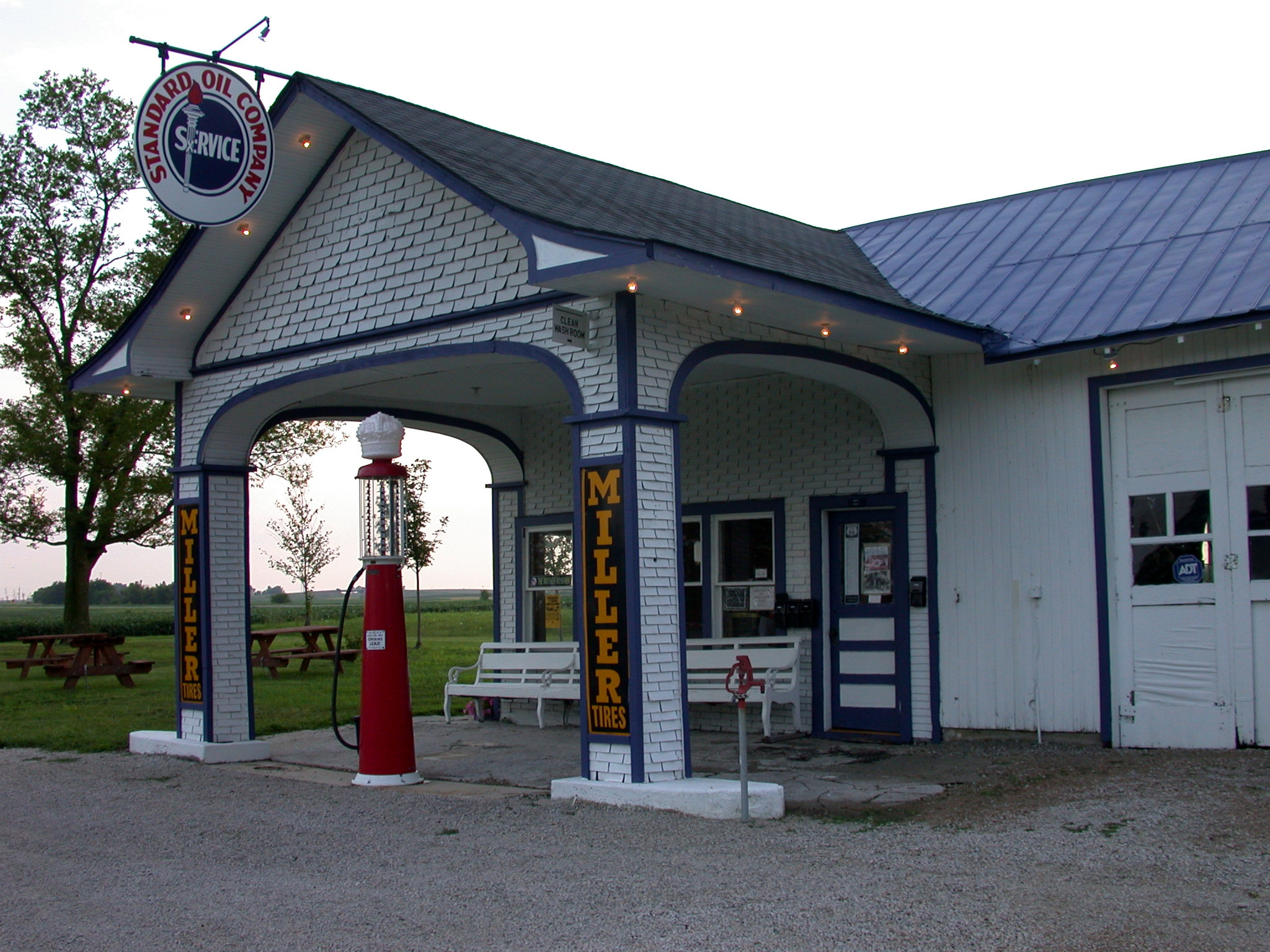
Standard Oil Gasoline Station était une station-service typique le long de U.S. Route 66.